# 智昭林
智昭林，1953年8月生于山西定襄
。中华人民共和国政治人物、外交官。1977年毕业于北京外国语学院俄语系。
2007年，接替王富元，担任中华人民共和国驻斯洛文尼亚大使。2010年，由孙荣民接任。